# I Wanna Go Crazy
I Wanna Go Crazy – czwarty singel Davida Guetty z albumu One Love. W utworze swojego głosu gościnnie użyczył Will.i.am z The Black Eyed Peas.

## Pozycje na listach
| Lista przebojów (2009) | Najwyższa pozycja |
| ---------------------- | ----------------- |
| Kanada Hot 100         | 83                |
| UK Singles Chart       | 92                |